# Джонси
Джо́нси (англ. Jonesy), от полного имени Джонс (англ. Jones) — американский короткошёрстный рыжий кот, герой франшизы «Чужой». Появляется в фильме 1979 года «Чужой» в качестве корабельного кота на космическом судне «Ностромо», в конце фильма остаётся вторым выжившим (помимо Эллен Рипли) существом с корабля. Роль Джонси в фильме сыграли четыре похожих кота.
Также эпизодически появился в фильме-сиквеле «Чужие» (1986) и стал героем юмористической иллюстрированной книги без слов «Джонси: девять жизней на «Ностромо»» (англ. Jonesy: Nine Lives on the Nostromo, 2018), созданной к юбилею первого фильма франшизы.

## Появления
В «Чужом» (1979) Джонси просыпается вместе с членами экипажа в капсуле гибернации на «Ностромо». Оказавшийся на корабле монстр не интересуется Джонси, однако кот служит невольным виновником гибели Бретта, который в поисках кота наталкивается на Чужого. Рипли сажает кота в переноску, когда собирается покинуть корабль на шаттле. Когда ксеноморф нападает на неё, она оставляет клетку с котом, но монстр не убивает животное. В конце Джонси ложится в капсулу вместе с Рипли, спасшись от Чужого.
В «Чужих» (1986) спустя 57 лет челнок «Нарцисс» подбирает поисковая команда, и Рипли с Джонси оказываются спасены. Кот, однако, не принимает участие в дальнейших событиях.
В книге Тима Леббона «Чужой: Из теней» 2014 года, действие которой разворачивается между событиями первых двух фильмов, Рипли оказывается участницей ещё одного конфликта с участием ксеноморфов, однако Джонси остаётся в шаттле и в конце вновь погружается с Рипли в гибернацию.

## Восприятие образа
В среде поклонников франшизы появлялись различные теории относительно истинной роли Джонси: так, выдвигалась идея о том, что Джонси воплощает самого режиссёра Ридли Скотта или же что Джонси помогает ксеноморфу убивать людей. О Джонси отзывались как об одном из наиболее любимых котов в фильмах ужасов, а также об одном из известнейших котов на киноэкране. Так, в 2019 году Insider включил Джонси в число 15 лучших кошек в кино.